# German Onugkha
German Olegovitj Onugkha (russisk: Герман Олегович Ону́гха; født 6. juli 1996) er en russisk professionel fodboldspiller, der spiller som angriber for den danske superligaklub Vejle Boldklub, udlejet fra F.C. København.

## Klubkarriere
Onugkha fik debut i den russiske næstbedste række for Zenit Penza den 1. september 2017 i en kamp mod FC Rjazan og fik debut i den bedste russiske række for FC Volgar Astrakhan den 4. marts 2018 i en kamp mod FC Khimki. Han skiftede i 2018 til FC Krasnodar, og fik den 25. september 2019 debut for Krasnodar i en pokalkamp mod FC Nizhnij Novgorod. Han fik debut for Krasnodar i ligaen den 5. juli 2020 i en kamp mod Zenit Skt. Petersborg.
I august 2020 blev han udlånt til FC Tambov for 2020–21 sæsonen med en købsoption. Låneaftalen blev ophævet den 26. januar 2021.
Den 1. februar 2021 skiftede han til Vejle BK på en låneaftale til den 30. juni 2021 med en købsoption. Den 4. juli 2021 oplyste Krasnodar, at Vejle havde udnyttet købsoptionen.
Den 14. juli 2021 blev han af Vejle udlånt til Krylia Sovetov Samara for 2021–22 sæsonen med en købsoption. Den 1. september 2021 blev lejeaftalen med Krylia Sovetov ophævet, og han blev i stedet udlånt til Rubin Kazan for resten af sæsonen med en købsoption. Rubin udnyttede ikke købsoptionen, og Onugkha blev herefter udlejet til Bnei Sakhnin.
Efter udløbet af lejeaftalen med Bnei Sakhnin vendte Onugkha retur til Vejle, der på daværende tidspunkt spillede i den danske 1. division. Onugkha spillede for Vejle i forårssæsonen 2023 og rykkede med Vejle op i Superligaen til sæsonen 2023-24. Onugkha blev i 23-24 sæsonen topscorer for Vejle med 15 mål i 31 kampe. Den 2. september 2024 blev det offentliggjort, at Onugkha havde skrevet en to-årig kontrakt med F.C. København.
Efter kun at have 4 kampe for FCK i efteråret blev han lejet tilbage til Vejle BK i januar 2025 for resten af 2024-25-sæsonen.

## Privatliv
German Onugkha har en russisk mor og en nigeriansk far.